# Tatstsjana Putjak
Tatstsjana Putjak (hviderussisk: Таццяна Мікалаеўна Пучак tr. Tatstsjana Putjak ; russisk: Татья́на Никола́евна Пу́чек tr. Tatjana Nikolajevna Putjak, født 9. januar 1979 i Minsk, Hviderussiske SSR, Sovjetunionen) er en kvindelig professionel tennisspiller fra Hviderusland.
Tatstsjana Putjak højeste rangering på WTA single rangliste var som nummer 55, hvilket hun opnåede 22. juli 2002. I double er den bedste placering nummer 25, hvilket blev opnået 29. september 2008.